# 적지역
적지역(赤池驛)은 라선시 선봉구역 홍의리에 있는 두만강선의 철도역이다.

## 노선
- 두만강선
- 홍의선